# 黄不動

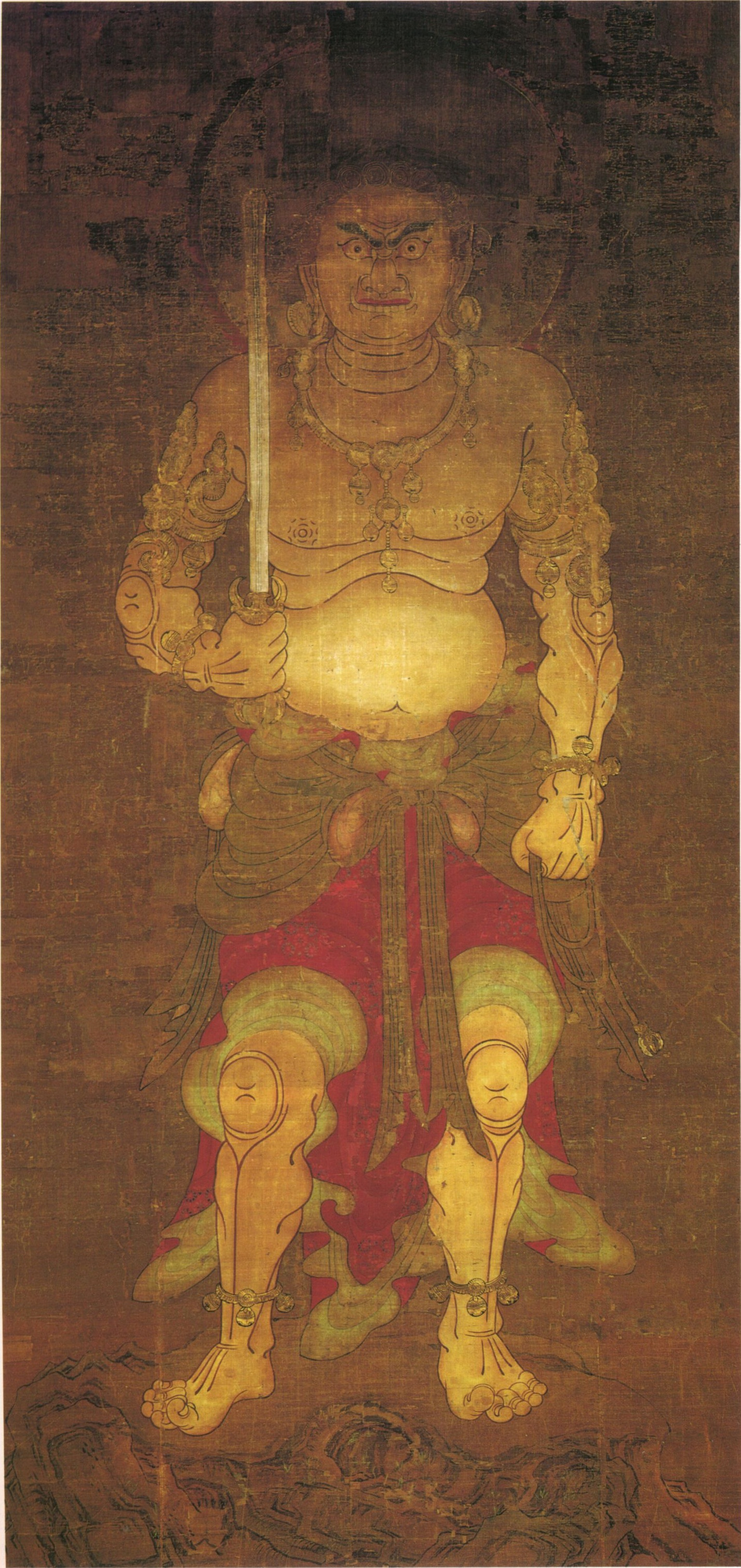
絹本著色不動明王像（国宝、曼殊院所蔵）。平安時代後期（12世紀）の作で、黄不動の模写像としては最古例。

黄不動（きふどう）は、滋賀県大津市の園城寺（通称：三井寺）に秘仏として伝わる、全身が黄色の不動明王立像の仏画である。平安時代初期の9世紀の作で、国宝に指定されている。円珍が感得した像を描いたものとされる。三不動の一であり、別名、金色不動明王。公開されていない。
京都・曼殊院等に伝わる多くの模写像は磐座の上に立つが、本像は円珍が実際に感得した際のさまを表現しているため、虚空上に立つ姿を本紙いっぱいに描いている。また、背景も虚空の状景を表すため、何も描かれていない。不動明王を単独で描いた仏画としては現存最古の遺品である。天台宗寺門派最高の厳儀とされる伝法灌頂の受者しか拝することが許されない秘仏とされる。印刷物などへの掲載も厳しく制限されている。
円珍は、比叡山や渡唐上でこの黄不動に再三感得し、身の危険を救われたとされると種々の伝承に伝わるが、その根幹になったのは、円珍が没して11年後の延喜2年（902年）、文章博士・三善清行が撰述した『天台宗延暦寺座主円珍和尚伝』にある一文である。承和5年（838年）冬の昼、石龕で座禅をしていた円珍の目の前に忽然と金人が現れ、自分の姿を描いて懇ろに帰仰するよう勧めた（「帰依するならば汝を守護する」）。円珍が何者かと問うと、自分は金色不動明王で、和尚を愛するがゆえに常にその身を守っていると答えた。その姿は「魁偉奇妙、威光熾盛」で手に刀剣をとり、足は虚空を踏んでいた。円珍はこの体験が印象に残ったので、その姿を画工に命じて写させたという。この伝承通り承和5年（838年）頃の制作と見られていたが、同じ図様は空海が請来した図像に既に見られ、細部は円珍請来本の中で初めて見られることから、円珍が帰朝した後描かれたとする説が有力である。
本像はその聖性や神秘性から、後世しばしば模作された。現在、絵画作品がおよそ20件、彫刻は6件ほど知られている。

## 参考資料
- 泉武夫 「図像の力 黄不動尊の造形的環境」辻惟雄先生還暦記念会編『日本美術史の水脈』所収、ぺりかん社、1993年 ISBN 4-8315-0595-1
- 大阪市立美術館 サントリー美術館 福岡市博物館など編集 『智証大師帰朝1150年 特別展 国宝 三井寺展』図録、NHK大阪放送局 NHKプラネット近畿 毎日新聞社発行、2008年